# Акинфов, Герасим
Гера́сим Аки́нфов (XVI век) — подьячий Русского царства в правление Фёдора Иоанновича. Подробности биографии неизвестны. 
Упоминается как справный подьячий Поместного приказа в документах от 22 января 1587 года, 15 марта 1589 года и 29 февраля 1592 года. В 1595/1596—1596/1597 годах был писцом в Устюжне Железнопольской вместе с князем Дмитрием Бельским и подьячим Третьяком Мокиевым.